# Gillenieae
Gillenieae es una tribu de plantas en la subfamilia Amygdaloideae de la familia de las rosáceas. El género tipo es: Gillenia Moench

## Géneros
Según GRIN
- Gillenia Moench
- Porteranthus Britton = Gillenia Moench